# Josefine Mutzenbacher wie sie wirklich war, 1. Teil
Josefine Mutzenbacher... wie sie wirklich war - 1. Teil (estrenada als Estats Units com a Sensational Janine) és una pel·lícula pornogràfica de porno dur de drama de costums i comèdia sexual d'Alemanya Occidental del 1976 dirigida per Hans Billian. La pel·lícula és una adaptació de la novel·la anònima de principis del segle XX Josefine Mutzenbacher sobre el despertar sexual de la cortesana vienesa epònima i fictícia del fin de siècle.

## Antecedents
Josefine Mutzenbacher... presenta la xicota del director Hans Billian Patricia Rhomberg en el paper principal. Billian li va donar el paper en part pel fet que parlava l'dialecte vienès. Josefine Mutzenbacher... es va convertir en la primera pel·lícula pornogràfica amb un alemany vienès humorístic, cosa que va contribuir significativament a la seva popularitat entre el públic de parla alemanya.
A la novel·la original, Josefine és una adolescent vienesa molt curiosa pel sexe. Després de ser desflorada per Horak, l'amant de la seva veïna Frau Reinthaler, comença una vida sexual molt activa. Després de la mort sobtada de la seva mare, inicia una relació amb el seu padrastre. Un inquilí fa xantatge als dos acusant-los d'incest. Aleshores es revela que l'inquilí és un proxeneta i converteix Josefine en una de les seves prostitutes. Aquest és l'inici de la carrera de Josefine com a treballadora sexual; tot i que la seva vida posterior no es detalla a la novel·la, finalment es converteix en una cortesana de luxe a Viena.

## Argument
La Josefine descobreix el seu germanastre masturbant-se mentre escolta els seus pares tenint relacions sexuals. Els germanastres es dediquen a una masturbació mútua fins que tots dos arriben a l'orgasme. Aleshores van a la seva habitació i intenten tenir relacions sexuals; li fa mal, així que s'ofereix a utilitzar la boca, i realitzen la seixanta-nou fins que ell arriba al clímax.
La Josefine decideix aprendre tot el que pugui sobre sexe. Espia i es masturba davant del seu padrastre, el Sr. Gray, tenint relacions sexuals amb la vídua, la Sra. Peabody, i la seva mare tenint relacions sexuals amb el pensionista, el Sr. Baker. Intenta seduir Baker amb el seu escot, però la seva mare la renya. Més tard, la Josefine segueix Peabody fins al soterrani i la descobreix tenint relacions sexuals amb el propietari de la taverna, que hi emmagatzema rom. Hutchison intenta subornar Josefine perquè guardi el secret, però Josefine el sedueix i avergonyeix Peabody. Josefine perd la virginitat amb Hutchison. Més tard, mentre es masturba nua davant d'un mirall, Josefine s'adona que els seus pits s'estan desenvolupant.
La mare de Josefine està hospitalitzada amb pneumònia mentre el seu germanastre és fora per fer el servei militar. Després que el seu padrastre marxi a treballar, Josefine desperta Baker amb una masturbació manual i participen en nombrosos actes sexuals iniciats per Josefine. Aleshores va a preparar l'esmorzar de Baker i, mentre està nua a la cuina, el seu padrastre entra i anuncia que la seva mare és morta. Els sentiments de culpa de Josefine la porten a l'abstinència sexual, tot i que es masturba per adormir-se a la nit. Descobreix que el seu padrastre fa el mateix, i després que ell s'adormi, ella li diu que ho sent mentre li acaricia els pits.
El padrastre de Josefine li concerta una cita amb un sacerdot, que li demana que confessi els seus pecats. Ella no sap com respondre, així que el sacerdot s'ofereix a purificar-la amb la seva llengua i li practica un cunnilingus. Superada per la luxúria, Josefine realitza diversos actes sexuals amb el sacerdot; la seva amiga Maresi els atrapa i s'uneix a un trio. Josefine acompanya llavors a Maresi a la seva mansió, fent una pausa per tenir relacions sexuals amb el seu conductor de carruatge en un camp, i tenen una orgia amb dues criades durant la qual les dones tenen relacions sexuals lèsbiques entre elles. Josefine expressa la seva enveja per la quantitat d'homes virils que Maresi té a la seva disposició.
Josefine ha de dormir al llit del seu padrastre quan ell accepta una altra inquilina, i ella explica que prefereix dormir nua. La Josefine gaudeix del seu padrastre tenint relacions sexuals amb ella mentre  fingeix estar dormint i després d'unes quantes vegades trenca i té relacions sexuals apassionades amb ell, dient-li que ho pot fer cada nit. Fan un pacte per mantenir-ho en secret, però mentre tenen relacions sexuals a la cuina, l'inquilí els enxampa i la fa xantatge perquè tingui relacions sexuals amb ell. Més tard, l'inquilí porta la prostituta Zenzi i tenen una orgia amb la Josefine i el seu padrastre, i els quatre tenen relacions sexuals junts regularment. Un matí, l'inquilí i el padrastre convencen la Josefine perquè es converteixi en una estrella de cinema per a adults.
La Josephine fa un passeig quan un home guapo li demana que vagi a la seva mansió. Allà, mentre ell marxa a ocupar-se d'alguna cosa, la Josephine comença a tenir relacions sexuals amb una criada. S'atura a mig camí i trenca la quarta paret dient al públic que si volen veure més d'ella, haurien d'anar a veure la seva pel·lícula més recent.

## Repartiment
- Patricia Rhomberg com a Josefine Mutzenbacher ("Janine")[3]
- Frithjof Klausen com a padrastre de Josefine[3]
- Siggi Buchner com a Horak, el repartidor[3]
- Birgit Zamulo com a Maresi, la noia rica[3]
- Peter Holzmüller com a Sacerdot[3]
- Marie-France Morel com a Zenzi, la prostituta gran[3]

## Llegat
El crític de cinema porno estatunidenc Jim Holliday va descriure aquesta pel·lícula com "fàcilment la millor i més precisa de diverses pel·lícules basades en la vida i les aventures de la llegendària madame vienesa Josephine Mutzenbacher" i la seva pel·lícula per a adults "estrangera favorita de tots els temps". The Film Journal la va descriure com "una de les pel·lícules estrangeres per a adults amb més èxit que mai hagi creuat l'Atlàntic". Una crítica a TV Kult afirmava que la pel·lícula és "considerada avui com una de les millors pel·lícules porno de tots els temps". Pornoklassiker la va qualificar de "possiblement la millor pel·lícula pornogràfica alemanya".